# Nøtterøy
Nøtterøy este o comună din provincia Vestfold, Norvegia.
Se află lângă Marea Nordului. Are o suprafață de 61 km². Populația este de 21.621 locuitori, determinată în 1 ianuarie 2016, prin estimare[*].